# Arroyo Maciel (Florida)
El arroyo Maciel  es un curso de agua uruguayo que atraviesa los departamentos de  Florida y Flores  perteneciente a la cuenca del Plata.
Nace en la Cuchilla Grande Inferior, desemboca en el río Yí marcando en la totalidad de su curso los límites entre Flores y Florida, así como entre Flores y Durazno,  recorriendo alrededor de 31 km. Su principal afluente es el arroyo del Tala.